# Усолка (приток Северной Двины)
Усолка — река в России, протекает в Моржегорском сельском поселении Виноградовского района Архангельской области.
Истоком реки является озеро Пилтозеро, в которое впадает река Каменовка. Длина реки составляет 65 км. Площадь водосбора — более 100 км². Устье реки находится в 316 км по левому берегу реки Северная Двина. В нижнем течении реку пересекают мосты автодороги «Власьевская — Усть-Морж — Хетово» и автомобильной трассы М-8 «Холмогоры» (Москва — Архангельск). В нижнем течении реки находится нежилая деревня Усолье, а в устье реки находится деревня Усть-Морж. Притоки: Шидровка, Лембова, Пертовка (Черновка), Лапова, Ракусара. Через Малое и Большое Озерцо и реку Рыстозерка соединяется с озером Рыстозеро, а через реку Васьковка (приток Каменовки) — с озёрами Долгое и Великое.

## Данные водного реестра
По данным государственного водного реестра России относится к Двинско-Печорскому бассейновому округу, водохозяйственный участок реки — Северная Двина от впадения реки Вага и до устья, без реки Пинега, речной подбассейн реки — Северная Двина ниже места слияния Вычегды и Малой Северной Двины. Речной бассейн реки — Северная Двина.
Код объекта в государственном водном реестре — 03020300412103000033102.

## Топографические карты
- Лист карты P-38-37,38 Березник. Масштаб: 1 : 100 000. Состояние местности на 1984 год. Издание 1988 г.
- Лист карты P-38-25,26 Усть-Ваеньга. Масштаб: 1 : 100 000. Состояние местности на 1984 год. Издание 1988 г.